# Espace noethérien
En mathématiques, un espace noethérien (le nom fait référence à Emmy Noether) est un espace topologique qui vérifie la condition de chaîne descendante sur les fermés ou, ce qui revient au même, la condition de chaîne ascendante sur les ouverts.

## Définition
Un espace topologique {\displaystyle X} est dit noethérien si toute suite décroissante de fermés de {\displaystyle X} est stationnaire, c'est-à-dire constante à partir d'un certain rang.

## Propriétés
- Un espace {\displaystyle X} est noethérien si et seulement si tout ouvert de {\displaystyle X} est quasi-compact[1].
- Cette condition est aussi équivalent à celle, plus forte en apparence, de « quasi-compacité héréditaire (en) » : {\displaystyle X} est noethérien si et seulement si tout sous-espace de {\displaystyle X} est quasi-compact.
- Il en résulte que tout sous-espace d'un espace noethérien est noethérien.
- Si {\displaystyle X} est réunion finie de sous-espaces noethériens, alors {\displaystyle X} est noethérien.
- Un espace discret et noethérien est nécessairement fini.
- Si  {\displaystyle X} est un espace noethérien séparé, alors toute partie de  {\displaystyle X} est compacte, donc fermée. Il suit que  {\displaystyle X} est discret, donc fini.

## Utilisations

### Espaces noethériens en géométrie algébrique
De nombreux exemples d'espaces noethériens proviennent de la géométrie algébrique. Une variété algébrique, munie de la topologie de Zariski, est réunion finie d'ouverts qui sont des variétés algébriques affines. Or les fermés d'une variété algébrique affine V sont en bijection (décroissante) avec les idéaux radiciels de l'anneau O(V) de ses fonctions régulières. La condition de chaîne descendante dans V correspond à la  condition de chaîne ascendante dans l'anneau noethérien O(V). Donc V, ainsi que toute variété algébrique, est noethérien. Cette classe d'exemples explique aussi le nom de « noethériens » donné à ces espaces.
Le spectre premier d'un anneau commutatif noethérien est un espace noethérien (mais le spectre premier d'un anneau non noethérien peut être noethérien). Plus généralement, l'espace topologique sous-jacent d'un schéma noethérien est noethérien. 
Exemple.
L'espace affine {\displaystyle k^{n}} de dimension {\displaystyle n} sur un corps algébriquement clos {\displaystyle k} est noethérien pour la topologie de Zariski. En effet, si {\displaystyle (Y_{n})} est une suite décroissante de fermés de Zariski de {\displaystyle k^{n}} alors {\displaystyle (I(Y_{n}))} est une suite croissante d'idéaux de k[X1,…,Xn]. Comme cet anneau est noethérien, cette suite d'idéaux est stationnaire. Or à cause de la bijection entre idéaux radiciels de k[X1,…,Xn] et fermés de Zariski de {\displaystyle k^{n}}, on a {\displaystyle Z(I(Y_{n}))=Y_{n}}, donc la suite des {\displaystyle Y_{n}} est stationnaire.

### Vérification formelle
Les espaces noethériens peuvent être utilisés en informatique théorique, plus précisément en vérification formelle, comme généralisation des beaux préordres (en anglais : well-quasi-ordering ou WQO).